# Bupleurum sikkimensis
Bupleurum sikkimensis är en flockblommig växtart som beskrevs av P.K.Mukh. Bupleurum sikkimensis ingår i släktet harörter, och familjen flockblommiga växter. Inga underarter finns listade i Catalogue of Life.